# Buddleja montana
Buddleja montana är en flenörtsväxtart som beskrevs av Nathaniel Lord Britton. Buddleja montana ingår i släktet buddlejor, och familjen flenörtsväxter. Inga underarter finns listade i Catalogue of Life.